# 大幸車庫
大幸車庫（だいこうしゃこ）は、愛知県名古屋市東区大幸南一丁目にある名古屋市交通局の車両基地である。名古屋市営地下鉄名城線・名港線の車両基地として使用されている。

## 概要
2000年（平成12年）1月19日の名城線大曽根駅 - 砂田橋駅間延伸に先立つ1999年（平成11年）12月20日に新設された。名古屋市営地下鉄における地下式車庫はここが初めてである。
車庫は地下2階建てになっており長さが570m、幅は40mで車庫の敷地の一部はナゴヤドームの地下に該当する。地下式の車庫としては日本国内でも有数の大きさという。車庫への引き込み線は、ナゴヤドーム前矢田駅の左回りホームの砂田橋駅側から分岐し、車庫の地下2階と接続する。地下1階へは車庫内の引き込み線でつながっている。
車両186両（6両編成31本相当）の留置が可能である。主に車両留置を担っているが、検査設備や洗車設備があり、名城線・名港線の車両（2000形）の列車検査も担当する。